# Iván Palibin
Iván Vladímirovich Palibin (translitera al cirílico Иван Владимирович Палибин  ( 1872 - 1949 ) fue un botánico, pteridólogo, y explorador ruso. Realizó extensas exploraciones botánicas a la Siberia, y a Asia Central; resguardándose sus especímenes en el Jardín botánico Central Siberiano en Novosibirsk.
En 1934, poseyó un doctorado en Ciencias Biológicas. Palibin asistió a la Universidad de Ginebra. A partir de 1895 trabajó en el Jardín Botánico de San Petersburgo (más tarde, el Jardín Botánico del Instituto Botánico V.L. Komarov de la Academia de Ciencias de la URSS), dondequiera que organizó el Departamento de paleobotánica en el año 1932.
Fue director del Jardín Botánico Batumi 1916 a 1923. Realizó expediciones para estudiar la flora del norte de China, Mongolia, islas norteñas del océano Ártico (en el rompehielos Ermak ), el Cáucaso y Asia Menor.
Fueron sus principales obras sobre la taxonomía y la geografía de las plantas leñosas; sobre la flora existentes de Asia Oriental, Transbaikalia y el Cáucaso, y en la flora del Terciario del Cáucaso, Kazajistán, y el Lejano Oriente.

## Honores
- 1946: científico de honor de la RSFSR
- Orden de la Bandera Roja del Trabajo

### Eponimia
- (Asteraceae) Leontopodium palibinianum Beauverd[3]

- (Caryophyllaceae) Pseudostellaria palibiniana (Takeda) Ohwi[4]

- (Ericaceae) Enkianthus palibinii Craib[5]

- (Fabaceae) Astragalus palibinii Polozhij[6]

- (Liliaceae) Lilium palibinianum  Yabe[7]

- (Oleaceae) Syringa palibiniana Nakai[8]

- (Poaceae) Puccinellia palibinii T.J.Sørensen[9]

- (Salicaceae) Salix palibinii Goerz[10]

- La abreviatura «Palib.» se emplea para indicar a Iván Palibin como autoridad en la descripción y clasificación científica de los vegetales.[11]